# Zderad
Zderad († 11. července 1091) byl český šlechtic a fiktivní předek rodu Švábenských ze Švábenic.

## Život

### Kosmovo vyprávění

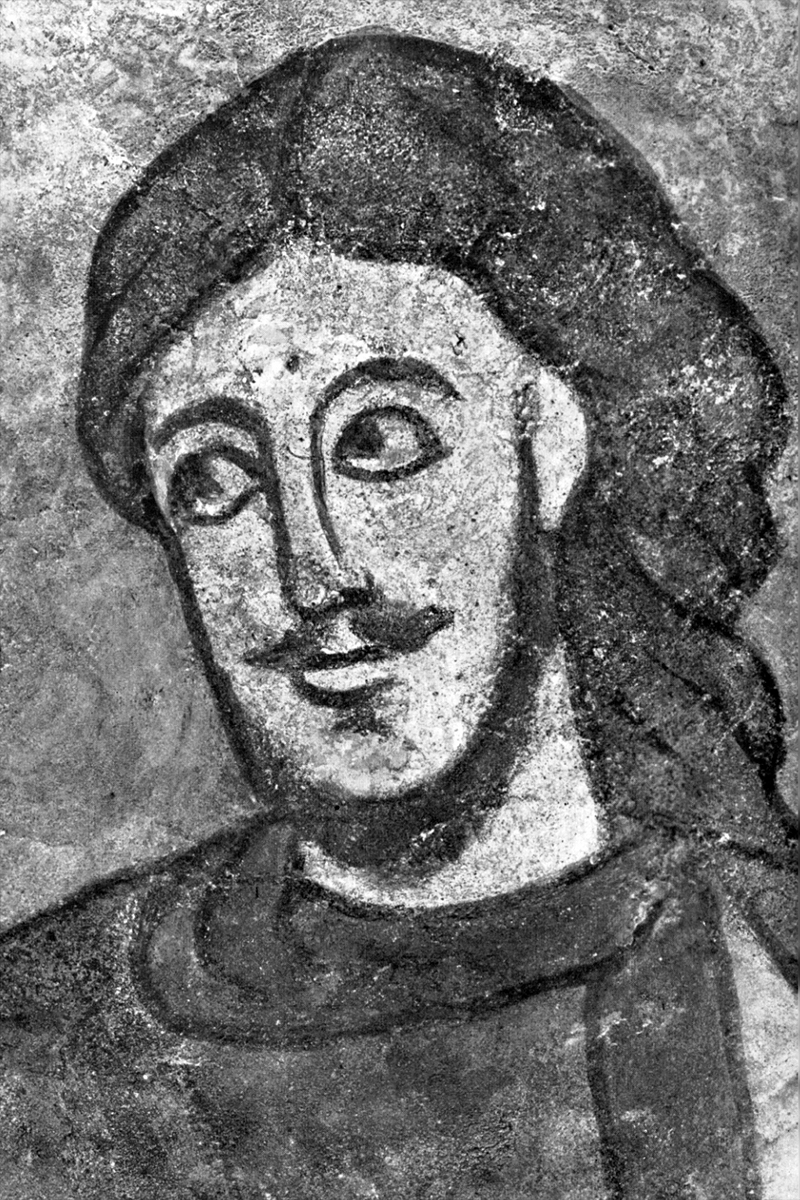
Břetislav II., freska ve rotundě svaté Kateřiny ve Znojmě

O Zderadovi pojednávají tři kroniky, a to Kosmova kronika česká, Hájkova kronika a Dalimilova kronika. Podle Kosmy v létě 1091 český král Vratislav I. spolu se svým synem Břetislavem II. zahájil vojenské tažení na Moravu proti svému bratrovi brněnskému údělníkovi Konrádu I. Ve chvíli, kdy se rozdělovali úkoly pro jednotlivé vojenské oddíly, Vratislavův rádce Zderad, jenž se tažení zúčastnil, navrhl králi, aby vojsku pod vedením jeho syna Břetislava vybral tábořiště u řeky Svratky na místě Starého Brna, kde si bude moct užít koupání. Ze strany Zderada se tím jednalo o narážku na nehodu, k níž došlo v roce 1087. Tehdy se Břetislav při tažení do Míšně rozhodl rozbít tábor u řeky jedné říčky a i přes rady svých družiníků se jal v říčce koupat. Do zad jeho vojsku však znenadání vpadla míšeňská vojska a nepřipravenému Břetislavovi ve vojsku napáchala velké škody. Tato Zderadova narážka však kralevice smrtelně urazila, a to především protože ji vyslovil na veřejnosti před králem i jeho družinou, čímž Břetislava ztrapnil. Břetislav se proto rozhodl Zderadovi pomstít. Dne 11. července vylákal Zderada z tábora se záminkou, že s ním chce tajně mluvit. Zderad se z tábora vydal v doprovodu předáka Držimíra. Kralevic Zderadovi na místě setkání vyčetl jeho vinu a vrhl do tváře rukavici, což bylo smluvené znamení pro jeho družiníky Boreše, Nožislava a Držikraje, aby na Zderada zaútočili a zabili ho.
| „                       | Vyzdvihnou vysoko trojím kopím Zderada, an se marně pokoušel o útěk, udeří jím jako otepí o zemi, kopyty svých koní ho pošlapou, opět a opět do něho bijí a pak přibodnou jeho tělo kopími k zemi. | “ |
| — Kosmova kronika česká | |   |

Zatímco Zderad byl takto ubit, předák Držimír si život zachránil a povedlo se mu uprchnout za králem Vratislavem, jemuž pak vylíčil, co se stalo. Vratislava smrti jeho rádce sice velmi zarmoutila, kvůli neklidné politické situaci však neměl možnost vrahy potrestat. Jiní předáci údajně Břetislavův čin ale chválili. Historici Kosmovo vyprávění o Zderadově vraždě považují za věrohodné.

### Hájkovo vyprávění a Zderadův sloup

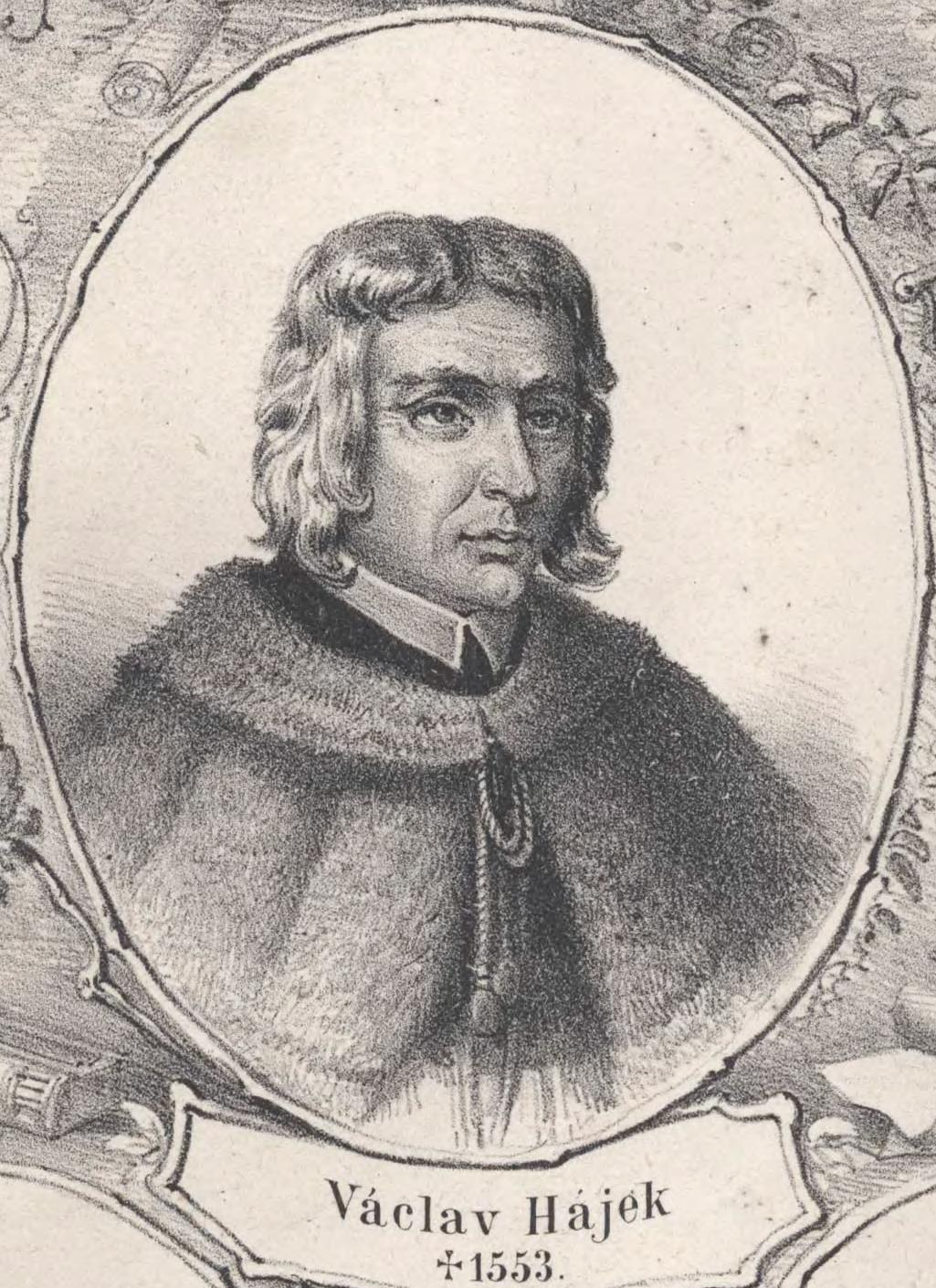
Václav Hájek z Libočan

Kosmovo vyprávění o Zderadově zavraždění rozvinul známý český fabulátor Václav Hájek z Libočan. Ten ve své kronice uvedl, že Zderad byl zakladatelem rodu Švábenských ze Švábenic, protože jako první podle něj užíval predikátu „ze Švábenic a na Břežské“. Podle Hájka Zderad pocházel ze starobylého rodu charvátských hrabat a stal se jedním z nejbližších spolupracovníků krále Vratislava I. Hájek Zderada označil jako muže dobrého a spravedlivého. Při Vratislavově tažení na Moravu, ke kterému podle Hájka došlo v roce 1290, Zderad urazil kralevice Břetislava, jenž ho následně nechal zavraždit. Zderadovo tělo poté jeho přátelé umyli a uložili do truhly, kterou odeslali do Čech k velmožově rodině. Tu v Čechách poté skutečně převzal jeho údajný syn Letoslav a manželka Všemila, kteří Zderada pohřbili v kostelu svatého Petra a Pavla. Ten Letoslav založil poté, co se mu podle Hájka zesnulý Zderad zjevil ve snu. U tohoto kostela na sklonku 12. století Hrabiše II. nebo Hrabiše III. Hrabišic založili takzvaný zderazský klášter křižovníků strážců Božího hrobu.
Hájkovu verzi příběhu Zderadova zavraždění později stručně převyprávěl polský genealog Bartoloměj Paprocký z Hlohol a Paprocké Vůle. To, že Zderadův syn Letoslav vystavěl kostel svatého Petra a Pavla na Zderaze a pohřbil v něm svého otce Zderada, uvádí v návaznosti na Hájka i barokní historikové Jan Florian Hammerschmid a Jiří Crugerius. Zatímco některá starší literatura Hájkovi věřila, jako například František Pokorný, Hájkovo vyprávění nakonec vyvrátil historik David Papajík, jenž dospěl k závěrům, že Hájek si své vyprávění pouze vymyslel na základě Kosmovy kroniky, kde si všiml příběhu o Zderadově zavraždění. To si poté upravil, a protože mu jméno Zderad připomínalo název zderazského kláštera, za jeho zakladatele označil smyšleného Zderadova syna Letoslava, jenž podle Papajíka však ve skutečnosti nikdy neexistoval. Zderada Hájek zároveň nepravdivě prohlásil za předka rodu Švábenských ze Švábenic, kteří později měli ke zderazskému klášteru těsné vztahy. Kosmově vyprávění Papajík ale důvěřuje. Papajík však zcela přešel zmínku o Zderadovi v Dalimilově kronice, v níž tak řečený Dalimil uvedl, že Zderad byl pohřben před Prahou a byla po něm pojmenována osada Zderaz. Petr Uličný naopak od Papajíka soudí, že Hájek své vyprávění o Zderadovi a jeho synovi psal na základě právě Dalimilovy kroniky, nikoli Kosmovy kroniky. Ani on však Hájkovu verzi příběhu nepovažuje za příliš pravděpodobnou. Kostel Na Zderaze podle něho vznikl až koncem 12. století. Zderadova údajného syna Letoslava za reálnou historickou osobnost považoval Václav Bartůněk, jenž uvedl rovněž to, že Letoslav působil jako litoměřický probošt, o čemž ale Hájek, Uličný ani Papajík ve svých dílech vůbec nemluví.

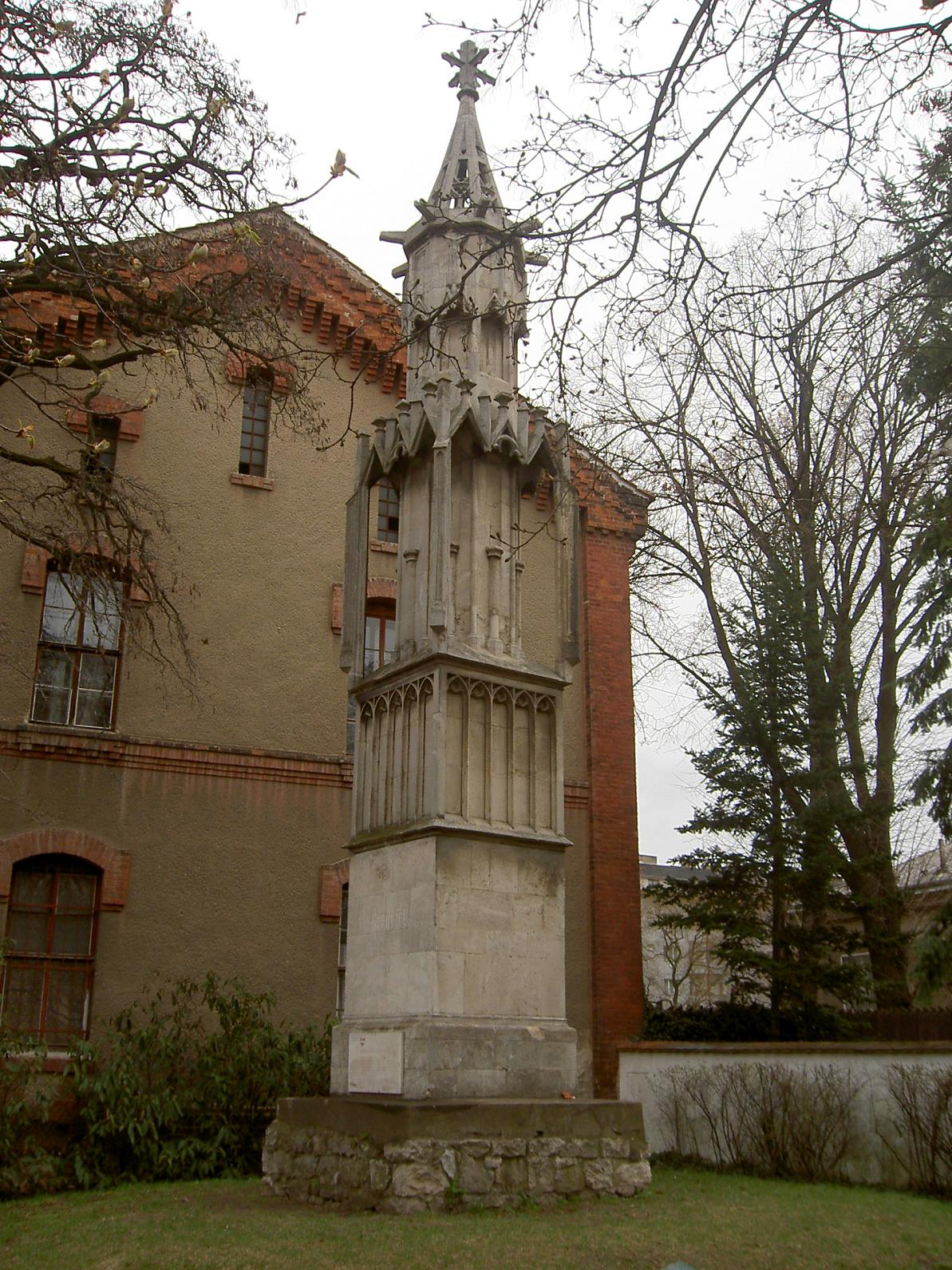
Zderadův sloup v Brně

Po Zderadovi je pojmenován gotický sloup v Brně u řeky Svitavy, který podle pověsti vystavěl král Vratislav I. jako památku na zavraždění svého oblíbeného rádce. Poprvé sloup se Zderadem spojil až moravský historik Dismas Josef Ignác rytíř von Hoffer v 18. století. Mnoho historiků toto tvrzení považovalo za pravdivé. Mezi ně patřil například František Palacký nebo František Pokorný. Ve skutečnosti byl sloup vystavěn až ve druhé polovině 15. století. Ačkoli se dříve soudilo, že se jednalo o milník, který vymezoval platnost mílového práva od města, dnes se uvažuje o dvou jiných možnostech. První zní tak, že byl vystavěn v oblasti oblíbeného výhledu na město. Mohl také ale sloužit jako zpovědní kříž poblíž popraviště.